# Paipa
Paipa è un comune della Colombia facente parte del dipartimento di Boyacá.
Il centro abitato venne fondato da Luis Enríquez nel 1602, mentre l'istituzione del comune è del 1778.